# Peter Griffin
Peter Löwenbräu Griffin Sr., nato come Justin Peter McFinnigan, meglio conosciuto come Peter Griffin,  è un personaggio immaginario della serie televisiva animata I Griffin creata da Seth MacFarlane. Egli è il protagonista della serie e il capofamiglia.

## Caratteristiche
Peter ha doppio mento molto evidente e una risata stridula, indossa sempre gli stessi abiti (una camicia bianca e un paio di pantaloni verdi) e porta un paio di occhiali che non si leva quasi mai. Grasso e indolente, a Peter piace bere birra e guardare la televisione, soprattutto programmi come Star Trek, Happy Days, Gumbel & Gumbel, Casalingo super più, The A-Team, Animali veloci e bambini lenti, ecc. È un fan sfegatato di Batman e dei Kiss, di cui non perde nessuna esibizione. La sua canzone preferita è Surfin' Bird dei Trashman, che adora in modo ossessivo: nell'episodio Il disco perduto, infatti, trova un disco contenente il brano Surfin' Bird dei The Trashmen, che per giorni continua ad ascoltare (e a cantare) ininterrottamente, rischiando di far impazzire la sua famiglia, fino a che Brian e Stewie non rubano il disco e lo distruggono (per poi andare in tutti i negozi di musica della città e fare lo stesso con le altre copie). Peter è pure un grande ammiratore di Barry Manilow, anche se in pubblico lo ha sempre negato. È un grandissimo giocatore di poker ed una sera batte Bill Gates, Michael Eisner e Ted Turner, a casa del suocero. Nella puntata Genio Ritardato della quarta stagione Peter scopre di essere mentalmente ritardato, infatti in varie occasioni mostra comportamenti infantili e stereotipati tipici dell'autismo in forma medio-grave.
Peter viene spesso ritratto come un personaggio crudo e volgare: uno dei suoi passatempi preferiti è, ad esempio, andare in negozi d'alta moda ed emettere flatulenze dentro i vestiti. Appare inoltre molto irascibile, nonché geloso riguardo alla moglie Lois. Una gag ricorrente all'interno della serie presenta Peter come un amante di film alla Pauly Shore, e non di classici come Il padrino o Quarto potere. Sicuramente non è un padre modello, prende alla leggera tutta la vita e ignora la maggior parte dei rimproveri della moglie; per colpa della sua stupidità e della sua noncuranza, poi, si immischia spesso in guai seri e in situazioni imbarazzanti. Alla fine di ogni puntata, però, riesce a redimersi o, comunque, il problema di turno si risolve da solo. Spesso e volentieri si picchia con un pollo gigante, sua nemesi, il quale gli aveva dato un buono sconto che però era scaduto (il loro primo attrito era comunque avvenuto al ballo della scuola, serata nella quale Peter baciò Lois per la prima volta). Ha un comportamento molto avventato e tende sempre ad agire prima di pensare, combinando enormi disastri per sé e chi gli sta intorno. Ha delegato al televisore il compito di vivere la sua vita, tant'è che spesso ricorda episodi televisivi come se fossero esperienze personali.
La voce italiana del personaggio è quella del doppiatore Mino Caprio mentre quella originale è dello stesso Seth MacFarlane, che lo doppia con un marcato accento del Rhode Island. La voce di Peter è ispirata a quella di un bidello della Rhode Island School of Design, che l'autore ha frequentato. Il suo personaggio, così come quello di Brian, è basato sui cortometraggi di Larry e Steve prodotti dall'autore prima della creazione della serie.
Peter è stato spesso paragonato ad Homer Simpson, protagonista de I Simpson, essendo entrambi lo stereotipo dell'americano medio di classe operaia (pigro, maleducato e alcolizzato). Con Homer condivide anche il sovrappeso, ma mentre in Homer quest'ultimo non è troppo grave, Peter soffre invece di obesità (135 kg distribuiti in 178 cm), nonostante non abbia un rapporto ossessivo con il cibo. La sua condizione può essere dovuta alla genetica: tutti i suoi parenti maschi  soffrono infatti di obesità (eccezion fatta per Stewie). Stando a quanto rivelato dal personaggio stesso nella puntata del 10 maggio 2022, è pieno di debiti, tanto per cui 5 anni di stipendio non potrebbero ripagarli.

## Biografia
Residente nell'immaginaria cittadina di Quahog, situata nello Stato del Rhode Island, in New England (USA del nord-est), Peter è il marito di Lois, che ha conosciuto quando faceva da porta-asciugamani presso la ricca magione in cui lei viveva da giovane e dalla quale ha avuto tre figli: Meg, Chris e Stewie. Il suo migliore amico è il suo cane, Brian. Suo padre naturale, Mickey McFinnigan, non seppe della sua esistenza fino alla morte di Francis Griffin, padre adottivo di Peter: dopo la morte di Francis, infatti, Peter scoprì che questo non era suo padre e chiese alla madre chi fosse il proprio padre naturale. Francis era estremamente devoto alla religione cattolica e per questo era contrario al suo matrimonio con Lois, di religione protestante. Peter è cattolico, sebbene non ami molto andare in chiesa: anzi, nel corso di una puntata fonda una religione dedicata al culto di Fonzie, e in un'altra decide di convertire il figlio Chris all'ebraismo, convinto in questo modo di renderlo più intelligente.
Nella sesta stagione si scopre che Peter è nato in Messico durante un fallito tentativo d'aborto della madre, fatto che lo rende un messicano, naturalizzato statunitense grazie al matrimonio con Lois. Nell'episodio Telma e Tom si scopre che Peter ha anche un fratellastro cattivo, Thaddeus, nonostante in altri episodi venga ribadito che Peter è figlio unico. Inoltre, ha un gemello vestigiale che viveva sulla sua spalla, soprannominato Chip e successivamente separato attraverso un'operazione chirurgica. Nella quattordicesima stagione si scopre anche che Peter ha una sorella di nome Karen, wrestler professionista con il nome d'arte di Mega Flo, che lo trattava male fin da bambino. Peter avrà modo di vendicarsi sfidandola in un incontro di wrestling, ma poi, quando Flo tenterà di uccidere il fratello con la sua mossa finale, lo Shock Tossico, sarà salvato da Meg, che la manda in coma colpendola violentemente con una sedia; Karen morirà in seguito a causa di Peter, che rifiuterà di fare una trasfusione di sangue. In Brian va ad Hollywood Stewie dice che Peter ha 42 anni, mentre in Lando il mito Lois dice che Peter ha due anni in più di lei. L'età di Peter viene messa in dubbio in Piccola, tu mi stendi, dove Peter dovrebbe compiere 44 anni, ma nell'episodio non viene menzionato alcun numero particolare. In Ti presento i miei sia Peter sia Lois hanno diciotto anni. Lois dovrebbe compiere 43 anni in Crisi di mezza età, dal momento che è questo è l'ultimo numero accertato, ma prima di allora Lois ha sempre avuto 40 anni all'interno della serie, per questo l'età reale dei due personaggi è messa in dubbio. Nell'ultimo episodio della quindicesima stagione riceve la visita dei tanti figli che ha avuto donando il proprio seme (una sola volta) da giovane per guadagnare del denaro. Uno di questi figli, Larry, bacia Lois, scatenando così l'ira di Peter. Alla fine, la moglie lo difenderà, tornando felice alla sua vita familiare.
Tra tutti i membri della famiglia, è Meg quella che tratta senza alcun rispetto: in La figlia di Peter, ricorda alcuni degli scherzi che le ha fatto, tra cui farla inciampare o addirittura spararle. Le scoreggia sistematicamente in faccia, la rimprovera senza alcun motivo semplicemente perché è lì vicino o parla, spiaccica anche una caccola sul cappello mentre le dice di essere fiero di lei, facendolo sembrare un gesto di affetto, e la imbarazza spesso e volentieri con le cose che più le stanno a cuore. Una volta l'intera famiglia si era riunita per leggere il suo diario: quando però lei li scopre, loro vanno avanti come se niente fosse. Nonostante queste poco incoraggianti premesse, in almeno due episodi (Alla ricerca di Rupert e il già citato La figlia di Peter), Peter pare avere più rispetto per la figlia, per poi tornare a trattarla come una pezza da piedi alla fine dell'episodio. Purtroppo questi legami non durano mai troppo, anche se nel primo dei due episodi, Peter le dice che continuerà a trattarla male per mantenere le apparenze con la famiglia, ma che sarebbero stati segretamente migliori amici, cosa mai più dimostrata. Peter nasconde una grande vergogna per se stesso, consapevole di non essere molto intelligente. Quando nacque Stewie si augurò che fosse il più intelligente della famiglia. Cosa che alla fine si è avverata. Ciò sembra indicare che Peter ha una grande considerazione di Stewie, ritenendolo forse il migliore dei suoi figli.
Nei primi due anni della serie, Peter lavora come operaio alla fabbrica di giocattoli Go-Lucky Toys, diventa presidente della fabbrica di giocattoli (convertita in fabbrica che produce sigarette) nell'episodio Il Presidente, della terza stagione; sempre durante la terza stagione, nella puntata Il cavaliere nero, Jonathan Weed (il proprietario della Go-Lucky-Toys) muore e Peter, dopo aver tentato vari impieghi tra cui la prostituta, si ritrova disoccupato fino a quando non trova lavoro a tempo determinato presso la fiera rinascimentale di Quahog. Successivamente, dopo un periodo di depressione che lo spinse a trascorrere tredici giorni seduto sul divano cibandosi di patatine, diviene un pescatore (dalla puntata Il mostro della baia della terza stagione, fino alla quarta stagione). Nella quarta stagione diventa per breve tempo giocatore di football americano per i New England Patriots (Il Grande Giocatore).
Nella quinta stagione fonda una TV locale di successo, PTV, (Abbasso la Censura), fonda una nuova religione (Padre Figlio e Spirito Fonzie) e scrive romanzi erotici di successo (Peterotica). Vanta anche una breve parentesi come Presidente dello Stato a sé stante di Petoria (Uno contro tutti), un'altra breve parentesi come Presidente del Consiglio Scolastico di Quahog (La guerra è guerra), e diventa commesso presso un centro commerciale per poi licenziarsi; quindi, ottiene il ruolo di giornalista/opinionista nel TG di Tom Tucker ed apre con la famiglia una tavola calda (Pranzo a rotelle) che verrà distrutta da un robot. In un altro episodio la sua famiglia si nasconde ad Asiantown, un quartiere per immigrati asiatici, e lì inizia a fare il lottatore di sumo. Dalla quarta stagione diventa un dipendente della fabbrica di birra di Quahog.

## Antenati e parenti
- Nate Griffin - Schiavo afroamericano, il cui vero nome era Richard Backman, che compare nelle puntate Gli antenati e La storia sconclusionata della famiglia Griffin; caratterialmente simile a Peter, si innamorò della bisnonna di Lois presso la quale prestava servizio.
- Ponce De Leon-Griffin - Esploratore nonché conquistador spagnolo, fece un viaggio in mare di otto anni per scoprire la fonte della giovinezza: la trovò, ma vi si immerse solo col corpo, divenendo un neonato tranne che per la testa.
- Peter Hitler-Griffin - Fratello minore di Adolf Hitler, era noto per disturbarne continuamente i discorsi pubblici.
- Re Artù Griffin - Antenato fisicamente uguale a Peter e vestito da Re Artù (visibile nella puntata In fuga dai problemi).
- Aurora Furia Griffin - Figlia con la sindorme di down nata da incesto, identica al padre ma con un mento in piú. Il suo tratto distintivo sono gli occhiali da gatta neri.
- Ella Fitzgerald Griffin - Cantante jazz di colore che compare nell'episodio La storia segreta di Stewie Griffin: in tale puntata, mentre canta in un club accompagnata al pianoforte da Ray Charles, con un acuto rompe un bicchiere e lo acceca.
- Jabba Griffin - Antenato identico al famoso Jabba the Hutt di Guerre stellari.
- Thaddeus Griffin - Fratellastro malvagio di Peter, è fisicamente identico a lui, ma possiede un'indole malvagia; si veste con un mantello e una tuba neri.
- Chip Griffin - Gemello vestigiale di Peter, che viveva nella sua spalla e che poi venne separato dal suo corpo chirurgicamente.
- Thomas Griffin - Antenato fisicamente simile a lui, di professione filosofo.
- Osias Griffin - Antenato che possedeva uno dei primi dodici telefoni (visibile nella puntata della terza stagione Gli antenati).
- Ha avuto dei pro-pro-zii siamesi che combatterono durante la guerra di secessione: uno era nordista e l'altro sudista, e infatti il nordista uccise l'altro (visibili nella puntata Ambizione cieca).
- Re di Danimarca Griffin - Antenato simile a lui, era dedito all'eccesso e morì di infarto perché il medico era seduto troppo lontano da lui, visto che il re aveva fatto costruire un tavolo lunghissimo.
- Willie "Occhionero" Griffin - Bisnonno di Peter, fu un attore che ottenne molto successo come protagonista di film muti dai risvolti comici. Con l'avvento del sonoro, la sua voce non gli permise di preservare il successo ottenuto.
- Retep - Controparte malvagia di Peter che si forma da una mano persa da quest'ultimo. Indossa una camicia verde con pantaloni bianchi.
- Gambe-fino-al-collo Griffin - È la prozia di Peter che, come dice il nome, possiede due gambe che le arrivano fino al collo.
- Uomo dal cappello bianco Griffin - È lo zio di Peter, definito come l'uomo che sapeva sempre dov'era l'azione.
- Juarez Griffin - È il bisnonno di Peter, un pugile messicano di bassissima statura che lotta nei combattimenti tra galli (il che richiama i numerosi confronti che ha Peter con un gallo di grossa taglia). È pressoché identico a Peter a parte un paio di baffi all'inglese. Peter ricorda il suo bisnonno ribadendo che i Griffin storicamente sono sempre stati dei vincenti.
- Ur-Peter - È un antenato preistorico di Peter, e pressoché identico a Peter, a parte avere una fronte pronunciata ed un abbigliamento tipico degli uomini delle caverne, e sposato con una donna preistorica identica a Lois, ed e stato anche l'inventore della ruota.
- Angus Griffin - È il pro-pro zio scozzese di Peter, e molto simile a quest'ultimo, ha una lunga barba rossa e indossa un kilt (abito tradizionale della Scozia). È stato l'inventore del Golf.

## Amici
I migliori amici di Peter sono, oltre al cane Brian, i vicini Glenn Quagmire, Joe Swanson e Cleveland Brown (quando quest'ultimo si stabilì a Stoolbend per un periodo, però, i due non si videro quasi mai), con i quali si ubriaca frequentemente al bar locale, l'Ostrica ubriaca. Brian si è aggiunto ai quattro in molte occasioni, anche se di solito non al bar. Una volta il gruppo ha vinto un concorso a una convention della TV anni Ottanta vestendosi come l'A-Team. In un'altra occasione, la loro barca si ruppe e i quattro dovettero stare per un periodo su un'isola deserta. Tra gli altri amici di Peter troviamo Mort e Muriel Goldman, così come i nudisti Dave e Dotty Campbell, con i quali si vede di tanto in tanto. Divenne amico anche dell'ex-fidanzata di Brian, Jillian, forse a causa della comune scarsa intelligenza: quest'ultima gli chiese persino di fare un discorso al suo matrimonio.
Il suo più grande nemico invece è Ernie, un pollo grande quanto una persona. Questi, avendo dato al protagonista un buono acquisto scaduto, ha acceso un odio reciproco così forte che i due si scontrano violentemente ad ogni incrocio di sguardi. In una puntata, Meg si fidanza col figlio di Ernie, Nugget, che viene ovviamente malvisto da Peter. La ragazza alla fine, tuttavia, è costretta ad accettare l'ultimatum del pollo, tra lui e la sua famiglia, e Meg, furente, decapita Ernie, mentre Nugget diventa omossessuale e adotta alcuni figli, mentre Stewie comincia a provare qualcosa per lui.

## Impatto culturale
Il personaggio ha ricevuto numerose recensioni positive da parte della critica. È apparso in diversi merchandising ispirati alla serie, compresi giocattoli, t-shirt e videogiochi, ed è apparso in altri show, inclusi I Simpson, South Park, American Dad!, Drawn Together e lo spin-off The Cleveland Show.